# Richard Kirman
Richard Kirman Sr. (* 14. Januar 1877 in Virginia City, Nevada; † 19. Januar 1959) war ein US-amerikanischer Politiker und von 1935 bis 1939 Gouverneur des Bundesstaates Nevada.

## Frühe Jahre und politischer Aufstieg
Richard Kirman besuchte die öffentlichen Schulen seiner Heimat und die Lincoln High School im kalifornischen San Francisco. Nach dem Schulabschluss stieg er in das Bankgeschäft ein und wurde später Präsident der Farmers and Merchants Bank in Reno. Kirman wurde Mitglied der Demokratischen Partei und im Jahr 1899 Abgeordneter in der Nevada Assembly. Zwischen 1902 und 1904 war Kirman im Vorstand der University of Nevada, danach zwischen 1907 und 1909 Bürgermeister von Reno. In den folgenden Jahren widmete er sich mehr seinen privaten Geschäften. 1934 kehrte er als Kandidat seiner Partei für die anstehenden Gouverneurswahlen auf die politische Bühne zurück.

## Gouverneur von Nevada
Nach dem Wahlsieg vom 6. November 1934 konnte Kirman sein neues Amt am 7. Januar 1935 antreten. In seiner vierjährigen Amtszeit wurde der Hoover Dam fertiggestellt und ein staatlicher Planungsausschuss gegründet. Im Jahr 1936 war Richard Kirman Delegierter zur Democratic National Convention in Philadelphia, auf der US-Präsident Franklin D. Roosevelt für eine zweite Amtszeit nominiert wurde. Nach dem Ende seiner Gouverneurszeit zog sich Kirman endgültig aus der Politik zurück. Er widmete sich seinen privaten Geschäften, wozu inzwischen auch die Viehzucht und der Eisenwarenhandel gehörten. Kirman starb am 19. Januar 1959 und wurde in Reno beigesetzt. Er war mit Mabelle Jean King verheiratet, mit der er zwei Kinder hatte.